# HD 89744
HD 89744 ist ein etwa 130 Lichtjahre von der Erde entfernter Hauptreihenstern der Spektralklasse F7. Er liegt im Sternbild Großer Bär und hat eine scheinbare Helligkeit von 5,73 mag. HD 89744 ist ein Mitglied des AB-Doradus-Bewegungshaufens.
Der Stern besitzt zwei Begleiter. Beim näheren, sehr wahrscheinlich substellaren Begleiter mit der Bezeichnung HD 89744 b könnte es sich um einen Exoplaneten handeln. Der äußere Begleiter mit der Bezeichnung HD 168443 B könnte ein Brauner Zwerg oder ein kühler Stern sein.

## Innerer Begleiter
HD 89744 b umkreist den Zentralstern in knapp 257 Tagen auf einer stark elliptischen Bahn mit einer Exzentrizität von ca. 0,7 und einer großen Halbachse etwa 0,9 Astronomischen Einheiten (AE). Die Mindestmasse des Objektes beträgt etwa 8 Jupitermassen, womit es sich um einen Exoplaneten oder um einen Braunen Zwerg handeln könnte.

## Äußerer Begleiter
HD 89744 B (2MASS J10221489+4114266) ist entweder ein massereicher Brauner Zwerg oder ein massearmer Roter Zwerg. Das Objekt weist einen Winkelabstand von 62",996 ± 0",035 zum Zentralstern auf, was einer Distanz von etwa 2500 AE entspricht.